# Maria Newton
Maria Newton (ur. 22 lipca 1966) – brytyjsko–jamajska lekkoatletka specjalizująca się w skoku o tyczce.

## Osiągnięcia
- złota medalistka mistrzostw Jamajki[1]
- dwukrotna rekordzistka kraju[2]:
  - 3,40 (10 maja 1998, Ashford)
  - 3,40 (6 czerwca 1999, Wigan)

## Rekordy życiowe
- skok o tyczce (stadion) – 3,40 (1998 & 1999) rekord Jamajki[3][4]